# Induno Olona
Induno Olona là một đô thị và thị xã của Ý. Đô thị này thuộc tỉnh Varese trong vùng Lombardia. Induno Olona có diện tích 12,45 km2, dân số theo ước tính 31 tháng 12 năm 2007 của Viện thống kê quốc gia Ý là 10.252 người. 
Các đơn vị dân cư:
Đô thị Induno Olona giáp với các đô thị: